# Pedro María Iguaran Arandia
Pedro María Iguaran Arandia, semplicemente noto come Iguaran (Lasarte-Oria, 2 luglio 1940 – 16 gennaio 2015), è stato un calciatore spagnolo, di ruolo difensore. Anche il fratello Miguel è stato un calciatore professionista.

## Carriera
Iguaran inizia la carriera agonistica tra i cadetti dell'Alavés, con cui disputa il campionato di Segunda División 1963-1964, retrocedendo in terza serie a causa del sedicesimo ed ultimo posto ottenuto nel Gruppo I.
Dal 1964 al 1971 milita nella Real Sociedad, esordendovi nella sconfitta esterna per 2-0 contro il Sabadell del 13 settembre 1964.
Con i baschi ottiene la promozione in massima serie grazie alla vittoria del Gruppo I nella Segunda División 1966-1967, giocando anche nella storica partita del 23 aprile 1967 contro il Calvo Sotelo, terminata 2-2, che garantì la vittoria del proprio girone e la conseguente promozione nella categoria superiore.
Con il club di San Sebastián gioca quattro stagioni nella massima serie spagnola, ottenendo come miglior piazzamento due settimi posti nelle stagioni 1968-1969 e 1969-1970.
Con i baschi Iguaran raggiunse in due occasioni le semifinali della coppa nazionale, nelle edizioni 1964-1965 e 1969. In totale, tra le varie competizioni, Iguaran giocò 85 partite con la maglia degli Txuri-urdin.
Terminata l'esperienza con la Real Sociedad torna all'Alavés, in terza serie. Con il club di Vitoria ottenne il settimo posto nel Gruppo II nella Tercera División.

## Palmarès
- Segunda División (Spagna): 1

Real Sociedad: 1966-1967 (Gruppo V)